# La notte non aspetta
La notte non aspetta (Street Kings) è un film del 2008 diretto da David Ayer e basato su un breve racconto di James Ellroy, scritto negli anni novanta del XX secolo e a sua volta ispirato alla vicenda giudiziaria di O.J. Simpson, al progetto si erano interessati anche registi come Spike Lee ed Oliver Stone.
Oltre al protagonista Keanu Reeves, del cast fanno parte anche il premio Oscar Forest Whitaker e l'attore britannico Hugh Laurie, noto per il ruolo del Dr. Gregory House nella serie televisiva Dr. House - Medical Division. Nel film è presente anche il rapper The Game.

## Trama
Tom Ludlow, un poliziotto di Los Angeles disilluso e incurante delle regole, piange ancora la morte della moglie avvenuta tre anni prima in circostanze molto dolorose. 
Il film si apre su Ludlow che si sveglia, si lava i denti e vomita nel gabinetto. Poco dopo lo vediamo irrompere nella casa di quattro gangster coreani uccidendoli. Con l'aiuto del capitano Jack Wander, e della Squadra speciale, modifica la scena del delitto e adatta la storia in modo da trasformare quella che è stata una vera e propria esecuzione in un atto eroico, che ha portato alla liberazione di due quattordicenni rapite e tenute in schiavitù. In ospedale Ludlow incontra la sua fidanzata, Grace Garcia. Mentre è in attesa di farsi medicare la ferita, un paziente nello spazio accanto riconosce Ludlow e gli chiede notizie della sparatoria. È il capitano James Biggs, degli Affari Interni.
I compagni della Squadra informano Ludlow che è stato il suo ex compagno di pattuglia, Washington, ad averlo denunciato agli Affari Interni. Ludlow lo tiene d'occhio, sta per seguirlo dentro un supermarket, quando vede due uomini armati che si preparano a entrare. Entra per primo e cerca di convincere Washington che è in corso una rapina, ma il suo collega pensa che Ludlow voglia ucciderlo. Inizia una colluttazione tra i due. I due uomini armati e mascherati entrano, fanno fuoco su Washington e lo uccidono. Ludlow rimane illeso ma c'è un video che in cui lo si vede lottare con Washington e sembra che un proiettile della sua pistola, involontariamente, abbia colpito il collega. Interviene di nuovo il capitano Wander che incoraggia Ludlow a far sparire il video. Anche in questo caso modificano la scena del delitto, distruggono le prove, dicono che il ragazzo di bottega aveva dimenticato di caricare il videoregistratore e confezionano una versione falsa dei fatti.
Il DNA dei due criminali che hanno sparato a Washington risulta essere di Fremont e Coates, due spacciatori ben noti alla Squadra. Si scopre che Washington era in cattivi rapporti con loro e che forse è stato fatto fuori per questo. Ludlow convince il detective Paul "Disco" Diskant a seguire il caso con lui. Scoprono i corpi di Fremont e Coates sepolti in una fossa poco profonda. La decomposizione dei corpi è così avanzata che diventa evidente che siano stati uccisi ben prima dell'omicidio di Washington.
Ludlow e Disco, fingendosi poliziotti corrotti disposti a prendere in consegna l'attività di Washington, fissano un incontro con i due criminali mascherati da Fremont e Coates. Ludlow cerca di convincere Disco a starne fuori, ma alla fine lo porta alla riunione. L'incontro va male, durante uno scambio di battute Disco ad un tratto urla di avere riconosciuto i due criminali, questi aprono il fuoco. Disco muore, Ludlow reagisce e uccide i due, che si rivelano essere poliziotti infiltrati. Improvvisamente, Santos e Demille, due colleghi dalla Squadra speciale di Ludlow, irrompono in casa di Grace e la catturano. La portano sulla collina dove hanno già ucciso i due veri soci di Washington. Ma anche questa volta Ludlow riesce a reagire e a ucciderli. A questo punto ha capito che c'è un giro di tangenti e corruzione che coinvolge tutti i membri della Squadra che fa capo al suo comandante: il Capitano Wander. Ludlow va a casa di Wander e lo smaschera, lo ammanetta alla scala e lo minaccia con la pistola. Wander lo ferma e lo invita a demolire un pannello sul muro, scoprendo così il suo tesoro: pacchi di biglietti di dollari ma soprattutto segreti. Rivela che ha prove incriminanti su quasi tutti: nella polizia, ma anche contro giudici e uomini politici. Molte persone lo temono e per questo è stato in grado di far carriera velocemente. Presto sarà il nuovo Capo della polizia e poi sindaco. Cerca di convincere Ludlow a risparmiarlo, promettendogli di portarlo con sé nella sua rapida ascesa. Ludlow però gli ribadisce: "Eri il mio migliore amico", e gli spara due colpi al petto.
Ludlow è nella veranda, sul retro della casa di Wander, arriva il capitano Biggs degli Affari Interni e gli spiega che lo stavano in realtà usando contro Wander: qualcuno molto in alto voleva quei segreti e solo Ludlow sarebbe stato in grado di sottrarli a Wander. Biggs restituisce pistola e manette a Ludlow.

## Produzione
Per lungo tempo il progetto del film è stato portato avanti con il titolo The Night Watchmen, ma in prossimità dell'uscita nelle sale statunitensi è stato cambiato in Street Kings, per non creare confusione con il film Watchmen, ispirato al fumetto di Alan Moore e Dave Gibbons.

## Sequel
Nel 2011 viene distribuito il sequel La notte non aspetta 2 - Strade violente (Street Kings 2: Motor City), diretto da Chris Fisher e interpretato da Ray Liotta.